# Eliška Norimberská
Eliška Norimberská (1358 – 26. července 1411, Heidelberg) byla královna římskoněmecká z Hohenzollernské dynastie.

## Život
Eliška byla dcerou Fridricha V. Norimberského a Alžběty Míšeňské z rodu Wettinů. 27. června 1374 se Eliška v Ambergu provdala za Ruprechta III. Falckého. Ruprecht se stal roku 1400 po sesazení Václava IV. římskoněmeckým králem. Zemřel roku 1410 a Eliška jej přežila o pouhý rok.

## Potomci
- Ruprecht (1375–1397) ⚭ 1392 hraběnka Alžběta ze Sponheimu (1365–1417)
- Markéta (1376–1434) ⚭ 1393 lotrinský vévoda Karel II. (1364–1431)
- Fridrich (1377–1401)
- Ludvík III. Falcký (1378–1436), falcký kurfiřt

```
⚭ 1401 anglická princezna 
Blanka (1382–1409)

⚭ 1417 savojská princezna 
Matylda (1390–1438)
```

- Anežka (1379–1401) ⚭ 1400 klévský hrabě a později vévoda Adolf II. (1373–1448)
- Alžběta (1381–1408) ⚭ 1406 tyrolský vévoda Fridrich IV. Habsburský
- Jan (1383–1443), pozdější falcko-neumarktským hrabě

```
⚭ 1407 pomořanská princezna 
Kateřina (1390–1426)

⚭ 1428 bavorská princezna Beatrix (1403–1447)
```

- Štěpán (1385–1459), pozdější falckrabě ze Simmernu a Zweibrückenu ⚭ 1410 hraběnka Anna z Veldenzu (1390–1439)
- Ota I. (1390–1461) ⚭ 1430 princezna Johana Bavorsko-Landshutská (1413–1444)